# Регионы Англии
Регио́ны (англ. Regions, также Government Office Regions — регионы расположения правительственных учреждений) — административно-территориальные единицы верхнего уровня в Англии. Каждый регион включает одну или несколько единиц уровня графств.

## История
Деление на регионы было введено в 1994 году правительством Джона Мейджора.

## География
Девять регионов Англии занимают в общей сложности площадь 130 425 км², полностью покрывают территорию Англии и имеют размеры от полутора (Большой Лондон) до двадцати трёх (Юго-Западная Англия) тысяч км². Семь из девяти регионов омываются водами Атлантического океана (Северным и Ирландским морями, Бристольским заливом, проливами Ла-Манш и Па-де-Кале, эстуариями рек Темза и Хамбер); регионы Западный Мидленд и Большой Лондон имеют только сухопутные границы. Три из девяти регионов Англии граничат с Уэльсом, два региона — с Шотландией, при этом регион Северо-Западная Англия граничит с обеими этими историческими провинциями.

## Демография
В девяти регионах Англии, по данным 2012 года, проживает в общей сложности 53,5 млн человек при средней плотности населения 410 чел./км². В каждом из девяти регионов Англии по отдельности проживает от 2,6 (Северо-Восточная Англия) до 8,7 (Юго-Восточная Англия) млн человек при средней плотности населения от 224 (Юго-Западная Англия) до 5285 (Большой Лондон) чел./км².

## Внутреннее административное деление регионов
Девять регионов Англии разделены в общей сложности на 6 метропольных графств, 28 неметропольных графств, 55 унитарных единиц, 32 района Большого Лондона, Лондонский Сити и острова Силли, которые, в свою очередь, объединены в 48 церемониальных графств для осуществления ими церемониальных функций. Метропольные и неметропольные графства разделены, соответственно, на 36 метропольных и 201 неметропольный район; унитарные единицы, районы Большого Лондона, Лондонский Сити и острова Силли разделения на районы не имеют.

## Список регионов Англии
| № | Название                | Центр(ы)                   | Площадь, км² | Население (2012) | Плотность населения | ВВП на душу населения, £ | Код NUTS1 | Местоположение на карте |
| - | ----------------------- | -------------------------- | ------------ | ---------------- | ------------------- | ------------------------ | --------- | ----------------------- |
| 1 | Большой Лондон          | Лондон                     | 1 572        | 8 308 400        | 5285,24             | 30 385                   | UKI       |                         |
| 2 | Юго-Восточная Англия    | Саутгемптон                | 19 096       | 8 724 700        | 456,89              | 22 624                   | UKJ       |                         |
| 3 | Юго-Западная Англия     | Бристоль, Плимут           | 23 829       | 5 339 600        | 224,08              | 18 195                   | UKK       |                         |
| 4 | Западный Мидленд        | Бирмингем                  | 13 004       | 5 642 600        | 433,91              | 17 161                   | UKG       |                         |
| 5 | Северо-Западная Англия  | Манчестер, Ливерпуль       | 14 165       | 7 084 300        | 500,13              | 17 433                   | UKD       |                         |
| 6 | Северо-Восточная Англия | Ньюкасл-апон-Тайн          | 8 592        | 2 602 300        | 302,87              | 15 688                   | UKC       |                         |
| 7 | Йоркшир и Хамбер        | Лидс, Шеффилд              | 15 420       | 5 316 700        | 344,79              | 16 880                   | UKE       |                         |
| 8 | Восточный Мидленд       | Мелтон-Моубрей (Лестершир) | 15 627       | 4 567 700        | 292,30              | 17 698                   | UKF       |                         |
| 9 | Восточная Англия        | Кембридж                   | 19 120       | 5 907 300        | 308,96              | 20 524                   | UKH       |                         |
|   | Всего                   |                            | 130 425      | 53 493 700       | 410,15              |                          |           |                         |